# 2013年日本賽馬
2013年日本賽馬（日語：2013年の日本競馬），是2013年（平成25年）日本賽馬界發生的重大事件及各項賽事的記錄。

## 重大事件概要

### 中央競馬

#### 名次變更及取消資格規則更改
日本中央競馬會決定大幅更改有關名次變更及取消資格之規則，以下為主要更改點：
1. 判斷變更名次的首個準則為「若沒有妨礙的情況下，被害馬會否先於加害馬通過終點」。如果賽會判斷加害馬仍然具競爭力且於未被影響的情況下可跑獲比加害馬更高的名次，則加害馬會被貶至被害馬原本跑獲名次之後，否則名次不會變更。
2. 取消資格的標準由「加害馬導致被害馬騎師墮馬且阻礙賽事進行」更改為「加害馬行為惡劣、危及其他賽駒及騎師且阻礙賽事進行」。
3. 加害馬的騎師會面臨比以往更嚴重的處罰。
4. 審議燈僅會於涉及頭五名時才亮起，若審議對象為第六名或以後的賽駒，將會以巡邏影片方式公佈。

另外，地方競馬亦會於4月開始遵從以上變更。

#### 訓練中心傷人事件
8月31日上午8時40分左右，美浦訓練中心內1名33歲策騎員用刀斬傷1名28歲馬伕，導致對方左手及頸部受傷。策騎員隨即因涉嫌傷人被茨城縣警稻敷警察署逮捕，據調查指出2人之間經已出現一段時間的不和。

#### 裁決室暴力事件
11月2日京都競馬場第2場賽事中，騎師北村友一因於第四彎道內閃而被判罰停賽4個賽馬日。然而北村因不滿裁決結果而於離開裁決室時候做出包括打翻桌子在內的行為，最終被追加停賽2個賽馬日。

#### 騎師酒駕
11月21日晚上9時30分左右，騎師佐久間寛志於滋賀縣栗東市酒後駕駛電動自行車，因違反道路交通法被茨城縣警草津警察署即時逮捕。12月16日其於大津地方裁判所被判處罰款，而日本中央競馬會則於即日判罰其由12月16日至翌年3月15日停賽。

#### 札幌競馬場裝修
日本中央競馬會宣佈札幌競馬場舉行看台裝修工程，導致夏季賽馬的日程有所變更。

### 地方競馬

#### 違禁用藥接連發生
6月25日門別競馬場第10場賽事被檢出禁藥普魯卡因。而於其後的7月及12月，於盛岡競馬場及名古屋競馬場出賽的賽駒亦分別被檢出咖啡因及尼古丁。

#### 練馬師暴力事件
7月23日凌晨，隸屬水澤競馬場的練馬師菅原勲於岩手縣奧州市一所餐廳內歐打同行的朋友，當場因傷害他人被岩手縣警奧州警察署逮捕，最終盛岡地方檢察處水澤支部選擇不起訴。

#### 賽駒逃走並撞上車輛
10月28日下午3時5分左右，於笠松競馬場內接受訓練的2歲雌馬「Cosmo Vision」突然暴走並向東邊300米的堤防道路奔跑，最終撞向一輛輕型車輛並連帶碰撞對向道路的中型車輛。事件中輕型車輛的男性司機因頭部撞擊死亡，「Cosmo Vision」傷重不治，而對向道路中型車輛的男性司機則受輕傷。詳情可參閲笠松競馬場#馬匹逃走事件。

#### 分級賽主要變更
日本育馬場盃雌馬經典賽被評為日本一級賽，閃耀雌馬盃被評為日本二級賽，橢圓短途錦標被評為日本三級賽。

## 時間表

### 1月-3月
- 1月6日 - 京都競馬場第5至8場賽事中，頭馬之馬主均為榮進堂，為日本首次有馬主於同日同場取得四連勝。其後，「榮進巔峰」勝出新山紀念，使榮進堂於同日同場累積第五勝，追平Sunday Racing Co. Ltd.記錄[1]。
- 1月9日 - 三勝一級賽的「創升」退役。
- 1月12日 - 騎師北村宏司出戰中山競馬場第5場賽事，達成第10000次出賽，為第26位達成此數字的騎師。
- 1月14日 - 中山競馬場因大雪推遲賽事至1月21日舉行。
- 1月19日 - 騎師北澤伸也及金子美月於牛若丸跳欄錦標中墮馬受傷，於翌日的座騎均需要退賽，為1982年以來首次賽駒因未有騎師策騎而退賽。
- 1月20日 - 練馬師佐藤全弘退役。
- 1月22日 - 兩勝一級賽的「真機伶」退役[2]。
- 1月31日 - 騎師安藤勝己掛鞭，將會成為一名評馬人[3]。
- 2月3日 - 騎師藤田伸二出戰京都競馬場第6場賽，達成第14000場出賽，亦為第9位達成此賽事的騎師[4]。
- 2月7日 - 日本中央競馬會公佈騎師複試結果，合格者當中包括地方競馬所屬騎師戶崎圭太及岡田祥嗣[5][6]。
- 2月12日 - 地方競馬全國協會宣佈2014年的日本育馬場盃系列賽將於盛岡競馬場舉行。
- 2月15日 - 日本中央競馬會宣佈中山競馬場看台將於翌年1月至11月進行裝修工程。
- 2月20日 - 應屆二月錦標冠軍「果釀醇酒」右前腳第一趾骨出現剝離性骨折，需要3個月的康復時間[7]。
- 2月23日 - 「Tengujo」勝出小倉競馬場第2場賽事，取得時隔5年28日的勝利，此時間間隔打破雌馬記錄。同日，騎師勝浦正樹出戰小倉競馬場第9場賽事，達成第10000場出賽，亦為第27位達成此數字的騎師
- 2月28日 - 練馬師庄子連兵退役。
- 3月6日 - 「Fujino Wave」勝出東京短途盃達成四連霸，為首次有賽駒於南關東公營競馬的分級賽中四連霸[8]。
- 3月9日 - 騎師濱中俊勝出阪神競馬場第1至第4場賽事，為繼1979年福永洋一後再次有騎師由第1場賽事開始連贏4場頭馬[9]。
- 3月24日 - 福山競馬正式廢止。

### 4-6月
- 4月11 日 - 2010年長途馬錦標冠軍「Cosmo Helenos」退役[10]。
- 4月24日 - 本日初出的騎師井上幹太勝出3場頭馬，打破北海道競馬新人騎師的記錄。
- 4月27日 - 東京競馬場出現爆冷，「單T」的17298.0倍賠率打破東京記錄。
- 4月28日 - 「超常駿驥」勝出春季天皇賞，馬主Sunday Racing Co. Ltd.成為首個制霸所有八大競走賽事的馬主。
- 5月5日 - 騎師柴田大知策騎「鳳凰之威」勝出NHK一哩賽，成為第2位同時勝出平地及跳欄一級賽的騎師。
- 5月8日 - 門別競馬場第6場賽事出現爆冷，「三重彩」的55969.2倍記錄打破門別記錄。
- 5月11日 - 騎師蛯名正義出戰東京競馬場第7場賽事，達成第17000次出賽，亦為第5位達成此數字的騎師。
- 5月20日 - 騎師折笠豐和勝出川崎競馬場第8場賽事，取得時隔7年7個月的頭馬。
- 5月23日 - 門別競馬場第5場賽事中，其中一匹賽駒於閘機內站立並甩落騎師，賽會隨即發出重新開閘的訊號。然而其他賽駒的騎師並未察覺信號並繼續指揮馬匹競逐，最終賽事被宣佈不成立且返還所有投注。
- 5月25日 - 騎師幸英明出戰京都競馬場第9場賽事，達成第14000次出賽，亦為第10為位達成此數字的騎師。
- 5月29日 - 2011年阪神兩歲牝馬錦標冠軍「Joie de Vivre」因於訓練途中左後腳出現粉碎性骨折而被處以安樂死。
- 5月30日 - 兩勝三級賽並於2011年一哩冠軍賽跑獲亞軍的「五花馬」因於訓練途中左腳第一趾骨及第三中足骨骨折而被處以安樂死。
- 6月1日 - 「Kotobuki Ryan」出戰帶廣競馬場第6場賽事，達成第375場出賽，亦打破地方競馬記錄。
- 6月2日 - 阪神競馬場第1場賽事中，第十四人氣及第十一人氣的賽駒分別跑獲第二及第三，「位置Q」的1051.1倍賠率打破阪神經綠。
- 6月28日 - 賽會誤將一匹將會出賽大井競馬場第2場賽事的賽駒之名字寫於另一匹將會出戰第4場賽事的賽駒之診斷書上，導致前者被排除於比賽名單外。事後特別區競馬組合發表聲名表示發現錯誤時經已無法撤回，對事件表示抱歉並承諾以後加強監管。

### 7月-9月
- 7月3日 - 騎師原田敬伍因於栗東訓練中心休息室內使用社交媒體Twitter（今X）與外界聯絡而被判罰停賽30日[11]。
- 7月30日 - 據消息指前練馬師池江泰郎經通過日本中央競馬會的馬主審查，成為繼淺見國一後，第2位成為馬主的前練馬師。
- 8月9日 - 園田競馬場第7場賽事出現爆冷，「五寶」的1469萬6060日圓派彩打破兵庫競馬記錄六。
- 8月30日 - 於1991年達成達成無敗二冠並於其後勝出日本盃及有馬紀念的「東海帝皇」因心臟衰竭死亡。
- 9月3日 - 川崎競馬場第8場賽事出賽名單發生錯誤，1匹並未有資格參與此賽的坐駒被列入名單之中，賽會隨即將其排取於名單外[12]。
- 9月7日 - 由於殿堂馬「東海帝皇」之死亡，日本中央競馬會決定將本日舉行的紫苑錦標及西宮錦標加上「東海帝皇追悼競走」的副標題[13]。
- 9月14日 - 騎師熊澤重文出戰瀨戶內海特別，達成第14000次出賽，亦為第11位達成此數字的騎師。
- 9月16日 - 中山競馬場及阪神競馬場均因強烈熱帶風暴萬宜吹襲而取消賽事，為至2011年3月12及13日以來中央競馬取消所有競馬場的賽事。
- 9月17日 - 地方競馬全國協會批出日籍澳洲騎師太田陽子的客串牌照，為日本首次出現日籍女騎師以客串牌照策騎的情況。
- 9月20日 - 練馬師田島良保退休[14]。
- 9月30日 - 騎師增澤由貴子掛鞭，將會成為策騎員，使得中央競馬現階段沒有任何現役女騎師。

### 10月-12月
- 10月5日 - 「Shogun」勝出新潟競馬場第9場賽事，以614公斤的體重打破中央競馬最重取勝馬的記錄[15]。
- 10月6日 - 騎師福永祐一策騎「榮進閃耀」勝出每日王冠，達成第100場中央分級賽頭馬，亦為第7位達成此成就的騎師。
- 10月12日 - 騎師川田將雅、濱中俊及岩田康誠分別勝出京都競馬場第7、11及13場賽事，均達成年間第100場頭馬，為日本首次出現3位騎師於同日同場達成此成就。
- 10月13日 - 騎師武豐策騎「醒目層次」出戰秋華賞，達成第18000次出賽，亦為第2位達成此數字的騎師[16]。
- 10月16日 - 受到強颱風韋帕吹襲的影響，美浦訓練中心的地下通道發生水浸，除泥地跑道外所有設施需要關閉[17]。同日，門別競馬場因相同原因取消賽事，大井競馬場雖然繼續舉行賽事，但因馬房位置水浸導致運輸問題，一部份來自其他地區的遠征馬未能出賽[18]。
- 10月21日 - 南關東地方競馬聯絡調整會議舉行，將於2014年1月1日調整部分賽事的分級。。
- 10月22日 - 「夜之影」於美浦訓練中心訓練途中跌入跑道外的溝渠中，輕微受傷之下避戰秋季天皇賞。
- 10月30日 - 2009年東京優駿（日本打吡）冠軍「宇宙無極」及應屆中山金盃冠軍「Touch Me Not」退役[19]。同日，上年度NAR大獎馬后「Love Michan」因於訓練途中右前腳球節內側籽骨骨折而退役[20]。
- 10月31日 - 練馬師石田貞雄退役[21]。
- 11月2日 - 騎師柴田善臣出戰東京競馬場第11場賽事，達成第18000次出賽，亦為第3位達成此數字的騎師。
- 11月6日 - 兩勝一級賽的「Hatano Vainqueur」於日本育馬場盃經典賽賽後被檢查出左前腳患有肌腱炎而退役[22]。
- 11月10日 - 隸屬佐賀縣競馬組合、位於宮崎縣宮崎市的場外投注所「宮崎田野場外投注所」中止投注業務，其他業務亦會於12月15日全面關閉。
- 11月17日 - 騎師武豐策騎「太陽神驥」勝出一哩冠軍賽，達成總共第100場一級賽頭馬，亦為日本首位達成此成就的騎師。同日，以15歲保持最高齡現役馬記錄的「B.Fighter」退役。
- 12月24日 - 於地方移植中央後連續38星期均贏得頭馬的騎師戶奇圭太記錄中斷[23]。
- 12月24日 - Dream Age盃出現爆冷，「三重彩」的16368.6倍賠率打破輓馬賽事記錄。
- 12月30日 - 兩勝跳欄一級賽及獲得兩屆最佳跳欄馬的「Majesty Bio」出戰光明跳欄錦標時未能跳過障礙並跌倒，最終因右前腳肌腱斷裂而被施以安樂死[24]。同日，騎師和田龍二出戰阪神競馬場第1場賽事，達成第12000次出賽，亦為第20位達成此數字的騎師。
- 12月1日 - 騎師福永祐一出戰阪神競馬場第7場賽事，達成第13000次出賽，亦為第13位達成此數字的騎師。
- 12月4日 - 2009年春季天皇賞冠軍「逐鹿沙場」退役。
- 12月6日 - 九勝一級賽的「希望之城」退役。
- 12月8日 - 香港國際賽事於香港沙田馬場舉行，出戰香港瓶的「飛鳥阿栗」取得第七、出戰香港短途錦標的「龍王」取得冠軍、出戰香港盃的「東京光環」取得亞軍。
- 12月9日 - 於本年度5月剛剛出道的騎師木佐貫泰佑掛鞭。
- 12月12日 - 練馬師飯田明弘退休[25]。
- 12月13日 - 騎師三村展久掛鞭。
- 18日 - 2010年日本育馬場盃短途賽冠軍「Summer Wind」轉籍地方。
- 12月21日 - 1輛由美浦訓練中心開往中山競馬場、載着本日出賽賽駒的運馬車因高速公路發生事故而未能準時到達，日本中央競馬會緊急將中山競馬場賽事推遲1小時舉行[26]。
- 12月24日 - 日本競馬會宣佈場外投注所「Wins高崎」及「Wins新橋」將於翌年關閉。
- 12月26日 - 騎師尾崎章生掛鞭。
- 12月29日 - 東京大賞典投注額為26億824萬5900日圓，打破地方競馬單場賽事投注額記錄，而大井競馬場全日的47億873萬500日圓投注額亦打破地方競馬記錄。

## 各賽事結果

### 中央競馬・平地一級賽
| 賽事名                         | 賽事名                         | 賽事名                         | 優勝馬        | 性齡 | 騎師                          | 練馬師                        | 所屬    |
| 月日                           | 馬場                           | 距離                           | 優勝馬        | 性齡 | 馬主                          | 馬主                          | 時間    |
| ------------------------------ | ------------------------------ | ------------------------------ | ------------- | ---- | ----------------------------- | ----------------------------- | ------- |
| 第30回二月錦標                 | 第30回二月錦標                 | 第30回二月錦標                 | 果釀醇酒      | 雄5  | 濱中俊                        | 安田隆行                      | JRA栗東 |
| 2月17日                        | 東京競馬場                     | 泥1600米                       | 果釀醇酒      | 雄5  | Shadai Race Horse Co Ltd      | Shadai Race Horse Co Ltd      | 1:35.1  |
| 第43回高松宮紀念               | 第43回高松宮紀念               | 第43回高松宮紀念               | 龍王          | 雄5  | 岩田康誠                      | 安田隆行                      | JRA栗東 |
| 3月24日                        | 中京競馬場                     | 草1200米                       | 龍王          | 雄5  | Lord Horse Club Co Ltd        | Lord Horse Club Co Ltd        | 1:08.1  |
| 第73回櫻花賞                   | 第73回櫻花賞                   | 第73回櫻花賞                   | Ayusan        | 雌3  | 杜滿樂                        | 手塚貴久                      | JRA美浦 |
| 4月7日                         | 阪神競馬場                     | 草1600米                       | Ayusan        | 雌3  | 星野壽市                      | 星野壽市                      | 1:35.0  |
| 第73回皋月賞                   | 第73回皋月賞                   | 第73回皋月賞                   | 標誌名駒      | 雄3  | 杜滿萊                        | 田中剛                        | JRA美浦 |
| 4月14日                        | 中山競馬場                     | 草2000米                       | 標誌名駒      | 雄3  | 吉田照哉                      | 吉田照哉                      | 1:58.0  |
| 第147回春季天皇賞              | 第147回春季天皇賞              | 第147回春季天皇賞              | 超常駿驥      | 雄4  | 蛯名正義                      | 戶田博文                      | JRA美浦 |
| 4月28日                        | 京都競馬場                     | 草3200米                       | 超常駿驥      | 雄4  | Sunday Racing Co Ltd          | Sunday Racing Co Ltd          | 3:14.2  |
| 第18回NHK一哩賽                | 第18回NHK一哩賽                | 第18回NHK一哩賽                | 鳳凰之威      | 雄3  | 柴田大知                      | 畠山吉宏                      | JRA美浦 |
| 5月5日                         | 東京競馬場                     | 草1600米                       | 鳳凰之威      | 雄3  | Thoroughbred Club Ruffian Ltd | Thoroughbred Club Ruffian Ltd | 1:32.7  |
| 第8回維多利亞一哩賽            | 第8回維多利亞一哩賽            | 第8回維多利亞一哩賽            | 極峰          | 雌4  | 內田博幸                      | 友道康夫                      | JRA栗東 |
| 5月12日                        | 東京競馬場                     | 草1600米                       | 極峰          | 雌4  | 佐佐木主浩                    | 佐佐木主浩                    | 1:32.4  |
| 第74回優駿牝馬（日本橡樹大賽） | 第74回優駿牝馬（日本橡樹大賽） | 第74回優駿牝馬（日本橡樹大賽） | 名將間風      | 雌3  | 武幸四郎                      | 飯田明弘                      | JRA栗東 |
| 5月19日                        | 東京競馬場                     | 草2400米                       | 名將間風      | 雌3  | 松本好雄                      | 松本好雄                      | 2:25.2  |
| 第80回東京優駿（日本打吡）     | 第80回東京優駿（日本打吡）     | 第80回東京優駿（日本打吡）     | 高情厚意      | 雄3  | 武豐                          | 佐佐木晶三                    | JRA栗東 |
| 5月26日                        | 東京競馬場                     | 草2400米                       | 高情厚意      | 雄3  | 前田晉二                      | 前田晉二                      | 2:24.3  |
| 第63回安田紀念                 | 第63回安田紀念                 | 第63回安田紀念                 | 龍王          | 雄5  | 岩田康誠                      | 安田隆行                      | JRA栗東 |
| 6月2日                         | 東京競馬場                     | 草1600米                       | 龍王          | 雄5  | Lord Horse Club Co Ltd        | Lord Horse Club Co Ltd        | 1:31.5  |
| 第54回寶塚紀念                 | 第54回寶塚紀念                 | 第54回寶塚紀念                 | 黃金船        | 雄4  | 内田博幸                      | 須貝尚介                      | JRA栗東 |
| 6月23日                        | 阪神競馬場                     | 草2200米                       | 黃金船        | 雄4  | 小林英一                      | 小林英一                      | 2:13.2  |
| 第47回短途馬錦標               | 第47回短途馬錦標               | 第47回短途馬錦標               | 龍王          | 雄5  | 岩田康誠                      | 安田隆行                      | JRA栗東 |
| 9月29日                        | 中山競馬場                     | 草1200米                       | 龍王          | 雄5  | Lord Horse Club Co Ltd        | Lord Horse Club Co Ltd        | 1:07.2  |
| 第18回秋華賞                   | 第18回秋華賞                   | 第18回秋華賞                   | 名將間風      | 雌3  | 武幸四郎                      | 飯田明弘                      | JRA栗東 |
| 10月13日                       | 京都競馬場                     | 草2000米                       | 名將間風      | 雌3  | 松本好雄                      | 松本好雄                      | 1:58.6  |
| 第74回菊花賞                   | 第74回菊花賞                   | 第74回菊花賞                   | 神威啟示      | 雄3  | 福永祐一                      | 角居勝彥                      | JRA栗東 |
| 10月20日                       | 京都競馬場                     | 草3000米                       | 神威啟示      | 雄3  | Carrot Farm Co Ltd            | Carrot Farm Co Ltd            | 3:05.2  |
| 第148回秋季天皇賞              | 第148回秋季天皇賞              | 第148回秋季天皇賞              | 一路通        | 雄4  | 福永祐一                      | 須貝尚介                      | JRA栗東 |
| 10月27日                       | 東京競馬場                     | 草2000米                       | 一路通        | 雄4  | 大和屋曉                      | 大和屋曉                      | 1:57.5  |
| 第38回女皇伊利沙伯二世盃       | 第38回女皇伊利沙伯二世盃       | 第38回女皇伊利沙伯二世盃       | 名將間風      | 雌3  | 武幸四郎                      | 飯田明弘                      | JRA栗東 |
| 11月10日                       | 京都競馬場                     | 草2200米                       | 名將間風      | 雌3  | 松本好雄                      | 松本好雄                      | 2:16.6  |
| 第30回一哩冠軍賽               | 第30回一哩冠軍賽               | 第30回一哩冠軍賽               | 太陽神驥      | 雄5  | 武豐                          | 藤原英昭                      | JRA栗東 |
| 11月17日                       | 京都競馬場                     | 草1600米                       | 太陽神驥      | 雄5  | 島川隆哉                      | 島川隆哉                      | 1:32.4  |
| 第33回日本盃                   | 第33回日本盃                   | 第33回日本盃                   | 貴婦人        | 牝4  | 莫雅                          | 石坂正                        | JRA栗東 |
| 11月24日                       | 東京競馬場                     | 草2400米                       | 貴婦人        | 牝4  | Sunday Racing Co Ltd          | Sunday Racing Co Ltd          | 2:26.1  |
| 第14回日本盃泥地大賽           | 第14回日本盃泥地大賽           | 第14回日本盃泥地大賽           | 巴比倫王      | 雄5  | 李慕華                        | 松田國英                      | JRA栗東 |
| 12月1日                        | 阪神競馬場                     | 泥1800米                       | 巴比倫王      | 雄5  | Shadai Race Horse Co Ltd      | Shadai Race Horse Co Ltd      | 1:50.4  |
| 第65回阪神兩歲牝馬錦標         | 第65回阪神兩歲牝馬錦標         | 第65回阪神兩歲牝馬錦標         | 夢幻舞台      | 雌2  | 戶崎圭太                      | 須貝尚介                      | JRA栗東 |
| 12月8日                        | 阪神競馬場                     | 草1600米                       | 夢幻舞台      | 雌2  | Tokyo Horse Racing Co Ltd     | Tokyo Horse Racing Co Ltd     | 1:33.9  |
| 第65回朝日盃未來錦標           | 第65回朝日盃未來錦標           | 第65回朝日盃未來錦標           | Asian Express | 雄2  | 莫雅                          | 手塚貴久                      | JRA美浦 |
| 12月15日                       | 中山競馬場                     | 草1600米                       | Asian Express | 雄2  | 馬場幸夫                      | 馬場幸夫                      | 1:34.7  |
| 第58回有馬紀念                 | 第58回有馬紀念                 | 第58回有馬紀念                 | 黃金巨匠      | 雄5  | 池添謙一                      | 池江泰壽                      | JRA栗東 |
| 12月22日                       | 中山競馬場                     | 草2500米                       | 黃金巨匠      | 雄5  | Sunday Racing Co Ltd          | Sunday Racing Co Ltd          | 2:32.3  |

### 中央競馬・跳欄一級賽
| 賽事名             | 賽事名             | 賽事名             | 優勝馬             | 性齡 | 騎師                            | 練馬師                          | 所屬    |
| 月日               | 馬場               | 距離               | 優勝馬             | 性齡 | 馬主                            | 馬主                            | 時間    |
| ------------------ | ------------------ | ------------------ | ------------------ | ---- | ------------------------------- | ------------------------------- | ------- |
| 第15回中山跳欄大賽 | 第15回中山跳欄大賽 | 第15回中山跳欄大賽 | Blackstairmountain | 閹8  | 華偉樹                          | 莫威利                          | 愛爾蘭  |
| 4月13日            | 中山競馬場         | 障4250米           | Blackstairmountain | 閹8  | Susannah Ricci                  | Susannah Ricci                  | 4:50.5  |
| 第136回中山大障礙  | 第136回中山大障礙  | 第136回中山大障礙  | Apollo Maverick    | 雄4  | 五十嵐雄祐                      | 堀井雅廣                        | JRA美浦 |
| 12月21日           | 中山競馬場         | 障4100米           | Apollo Maverick    | 雄4  | Apollo Thoroughbred Club Co Ltd | Apollo Thoroughbred Club Co Ltd | 4:45.8  |

### 地方競馬・一級賽
| 賽事名                      | 賽事名                      | 賽事名                      | 優勝馬           | 性齡 | 騎師                     | 練馬師                   | 所屬    |
| 月日                        | 馬場                        | 距離                        | 優勝馬           | 性齡 | 馬主                     | 馬主                     | 時間    |
| --------------------------- | --------------------------- | --------------------------- | ---------------- | ---- | ------------------------ | ------------------------ | ------- |
| 第62回川崎紀念              | 第62回川崎紀念              | 第62回川崎紀念              | Hatano Vainqueur | 雄4  | 四位洋文                 | 昆貢                     | JRA栗東 |
| 1月30日                     | 川崎競馬場                  | 泥2100米                    | Hatano Vainqueur | 雄4  | Good Luck Farm Co Ltd    | Good Luck Farm Co Ltd    | 2:15.4  |
| 第25回柏市紀念              | 第25回柏市紀念              | 第25回柏市紀念              | 北港火山         | 雄4  | 幸英明                   | 西浦勝一                 | JRA栗東 |
| 5月6日                      | 船橋競馬場                  | 泥1600米                    | 北港火山         | 雄4  | 矢部幸一                 | 矢部幸一                 | 1:37.8  |
| 第36回帝王賞                | 第36回帝王賞                | 第36回帝王賞                | 北港火山         | 雄4  | 幸英明                   | 西浦勝一                 | JRA栗東 |
| 6月27日                     | 大井競馬場                  | 泥2000米                    | 北港火山         | 雄4  | 矢部幸一                 | 矢部幸一                 | 2:03.0  |
| 第15回日本泥地打吡          | 第15回日本泥地打吡          | 第15回日本泥地打吡          | 翠綠晶石         | 雄3  | 内田博幸                 | 音無秀孝                 | JRA栗東 |
| 7月10日                     | 大井競馬場                  | 泥2000米                    | 翠綠晶石         | 雄3  | Carrot Farm Co Ltd       | Carrot Farm Co Ltd       | 2:04.8  |
| 第26回一哩冠軍南部盃        | 第26回一哩冠軍南部盃        | 第26回一哩冠軍南部盃        | 希望之城         | 雄8  | 後藤浩輝                 | 安達昭夫                 | JRA栗東 |
| 10月14日                    | 盛岡競馬場                  | 泥1600米                    | 希望之城         | 雄8  | 友駿競馬俱樂部           | 友駿競馬俱樂部           | 1:35.1  |
| 第3回日本育馬場盃雌馬經典賽 | 第3回日本育馬場盃雌馬經典賽 | 第3回日本育馬場盃雌馬經典賽 | Medeia           | 牝5  | 濱中俊                   | 笹田和秀                 | JRA栗東 |
| 11月4日                     | 金澤競馬場                  | 泥1500米                    | Medeia           | 牝5  | Shadai Race Horse Co Ltd | Shadai Race Horse Co Ltd | 1:33.3  |
| 第14回日本育馬場盃短途賽    | 第14回日本育馬場盃短途賽    | 第14回日本育馬場盃短途賽    | 希望之城         | 雄8  | 後藤浩輝                 | 安達昭夫                 | JRA栗東 |
| 11月4日                     | 金澤競馬場                  | 泥1400米                    | 希望之城         | 雄8  | 友駿競馬俱樂部           | 友駿競馬俱樂部           | 1:27.1  |
| 第14回日本育馬場盃經典賽    | 第14回日本育馬場盃經典賽    | 第14回日本育馬場盃經典賽    | 北港火山         | 雄4  | 幸英明                   | 西浦勝一                 | JRA栗東 |
| 11月4日                     | 金澤競馬場                  | 泥2100米                    | 北港火山         | 雄4  | 矢部幸一                 | 矢部幸一                 | 2:12.6  |
| 第64回全日本兩歲優駿        | 第64回全日本兩歲優駿        | 第64回全日本兩歲優駿        | 歡喜跑           | 雄2  | 宮崎光行                 | 田中淳司                 | 門別    |
| 12月18日                    | 川崎競馬場                  | 泥1600米                    | 歡喜跑           | 雄2  | 辻牧場                   | 辻牧場                   | 1:40.4  |
| 第58回東京大賞典            | 第58回東京大賞典            | 第58回東京大賞典            | 北港火山         | 雄4  | 幸英明                   | 西浦勝一                 | JRA栗東 |
| 12月29日                    | 大井競馬場                  | 泥2000米                    | 北港火山         | 雄4  | 矢部幸一                 | 矢部幸一                 | 2:06.6  |

### 輓馬・一級賽
| 賽事名             | 賽事名             | 賽事名             | 優勝馬           | 性齡 | 騎師       | 練馬師     | 所屬   |
| 月日               | 馬場               | 距離               | 優勝馬           | 性齡 | 馬主       | 馬主       | 時間   |
| ------------------ | ------------------ | ------------------ | ---------------- | ---- | ---------- | ---------- | ------ |
| 第35回帶廣紀念     | 第35回帶廣紀念     | 第35回帶廣紀念     | Kanesa Black     | 雄11 | 松田道明   | 松井浩文   | 帶廣   |
| 1月2日             | 帶廣競馬場         | 輓200米            | Kanesa Black     | 雄11 | Toyo牧場   | Toyo牧場   | 2:34.9 |
| 第6回天馬賞        | 第6回天馬賞        | 第6回天馬賞        | Oidon            | 雄5  | 鈴木惠介   | 鈴木邦哉   | 帶廣   |
| 1月3日             | 帯廣競馬場         | 輓200米            | Oidon            | 雄5  | 佐佐木啟文 | 佐佐木啟文 | 1:36.8 |
| 第44回Irene紀念    | 第44回Irene紀念    | 第44回Irene紀念    | Shochishimashita | 雄3  | 大河原和雄 | 久田守     | 帶廣   |
| 3月10日            | 帯廣競馬場         | 輓200米            | Shochishimashita | 雄3  | 細野俊秀   | 細野俊秀   | 1:17.9 |
| 第45回輓馬紀念     | 第45回輓馬紀念     | 第45回輓馬紀念     | Kanesa Black     | 雄11 | 松田道明   | 松井浩文   | 帶廣   |
| 3月24日            | 帶廣競馬場         | 輓200米            | Kanesa Black     | 雄11 | Toyo牧場   | Toyo牧場   | 3:43.1 |
| 第25回輓馬大獎賽   | 第25回輓馬大獎賽   | 第25回輓馬大獎賽   | Hokusho Dia      | 雄10 | 松田道明   | 松井浩文   | 帶廣   |
| 8月11日            | 帶廣競馬場         | 輓200米            | Hokusho Dia      | 雄10 | 井内昭夫   | 井内昭夫   | 2:35.1 |
| 第38回輓馬橡樹大賽 | 第38回輓馬橡樹大賽 | 第38回輓馬橡樹大賽 | Nanano Chikara   | 雌3  | 鈴木惠介   | 小北榮一   | 帶廣   |
| 12月1日            | 帶廣競馬場         | 輓200米            | Nanano Chikara   | 雌3  | 赤麿秀人   | 赤麿秀人   | 1:26.8 |
| 第42回輓馬打吡     | 第42回輓馬打吡     | 第42回輓馬打吡     | Oreno Kokoro     | 雄3  | 鈴木惠介   | 槻舘重人   | 帶廣   |
| 12月22日           | 帶廣競馬場         | 輓200米            | Oreno Kokoro     | 雄3  | 大森勝廣   | 大森勝廣   | 1:41.0 |

### 海外勝利
| 賽事名                | 賽事名                | 賽事名                | 賽事名                | 優勝馬       | 性齡 | 騎師                    | 練馬師                  | 所屬       |
| 月日                  | 國家/地區             | 馬場                  | 距離                  | 優勝馬       | 性齡 | 馬主                    | 馬主                    | 時間       |
| --------------------- | --------------------- | --------------------- | --------------------- | ------------ | ---- | ----------------------- | ----------------------- | ---------- |
| 第21屆SBS體育短途錦標 | 第21屆SBS體育短途錦標 | 第21屆SBS體育短途錦標 | 第21屆SBS體育短途錦標 | Tosen Archer | 雄9  | 的場文男                | 橋本和馬                | 南關東大井 |
| 9月1日                | 南韓                  | 首爾馬場              | 泥1200米              | Tosen Archer | 雄9  | 島川隆哉                | 島川隆哉                | 1:25.7     |
| 第62屆尼爾錦標        | 第62屆尼爾錦標        | 第62屆尼爾錦標        | 第62屆尼爾錦標        | 高情厚意     | 雄3  | 武豐                    | 佐佐木晶三              | JRA栗東    |
| 9月15日               | 法國                  | 隆尚馬場              | 草2400米              | 高情厚意     | 雄3  | 前田晉二                | 前田晉二                | 2:37.6     |
| 第59屆福伊錦標        | 第59屆福伊錦標        | 第59屆福伊錦標        | 第59屆福伊錦標        | 黃金巨匠     | 雄5  | 蘇銘倫                  | 池江泰壽                | JRA栗東    |
| 9月15日               | 法國                  | 隆尚馬場              | 草2400米              | 黃金巨匠     | 雄5  | Sunday Racing Co Ltd    | Sunday Racing Co Ltd    | 2.34.26    |
| 第15屆香港短途錦標    | 第15屆香港短途錦標    | 第15屆香港短途錦標    | 第15屆香港短途錦標    | 龍王         | 雄5  | 岩田康誠                | 安田隆行                | JRA栗東    |
| 12月8日               | 香港                  | 沙田馬場              | 草1200米              | 龍王         | 雄5  | Lord Racing Club Co Ltd | Lord Racing Club Co Ltd | 1:08.25    |

### 騎師邀請賽
| 賽事名                       | 賽事名                       | 冠軍     | 所屬       |
| 月日                         | 馬場                         | 冠軍     | 所屬       |
| ---------------------------- | ---------------------------- | -------- | ---------- |
| 第27回全日本新人王爭霸戰     | 第27回全日本新人王爭霸戰     | 杉原誠人 | JRA美浦    |
| 1月21日                      | 高知競馬場                   | 杉原誠人 | JRA美浦    |
| 第11回佐佐木竹見盃騎師大獎賽 | 第11回佐佐木竹見盃騎師大獎賽 | 山崎誠士 | 南關東川崎 |
| 1月29日                      | 川崎競馬場                   | 山崎誠士 | 南關東川崎 |
| 2013騎師隊伍對抗賽           | 2013騎師隊伍對抗賽           | Team JRA | JRA        |
| 7月15日                      | 盛岡競馬場                   | Team JRA | JRA        |
| 超級騎師大賽預賽外卡賽2013   | 超級騎師大賽預賽外卡賽2013   | 大畑雅章 | 名古屋     |
| 9月10日                      | 門別競馬場                   | 青柳正義 | 金澤       |
| 超級騎師大賽預賽2013         | 超級騎師大賽預賽2013         | 川原正一 | 兵庫園田   |
| 9月25日及10月17日            | 船橋競馬場及園田競馬場       | 川原正一 | 兵庫園田   |
| 2013打吡騎師特別賽           | 2013打吡騎師特別賽           | 武豐     | JRA栗東    |
| 10月29日                     | 門別競馬場                   | 武豐     | JRA栗東    |
| 第27回世界超級騎師大賽       | 第27回世界超級騎師大賽       | 夏偉卓   | 英國       |
| 11月30日及12月1日            | 阪神競馬場                   | 夏偉卓   | 英國       |
| 第22回黃金騎師盃             | 第22回黃金騎師盃             | 戶崎圭太 | JRA美浦    |
| 12月12日                     | 園田競馬場                   | 戶崎圭太 | JRA美浦    |

## 馬匹獎項

### JRA賞
- 馬王：龍王（雄5、栗東・安田隆行馬房）
- 最佳2歲雄馬：Asian Express（雄2、美浦・手塚貴久馬房）
- 最佳2歲雌馬：夢幻舞台（雌2、栗東・須貝尚介馬房）
- 最佳3歲雄馬：高情厚意（雄3、栗東・佐佐木晶三馬房）
- 最佳3歲雌馬：名將間風（雌3、栗東・飯田明弘馬房）
- 最佳4歲及以上雄馬：黃金巨匠（雄5、栗東・池江泰壽馬房）
- 最佳4歲及以上雌馬：貴婦人（雌4、栗東・石坂正馬房）
- 最佳短途馬：龍王（雄5、栗東・安田隆行馬房）
- 最佳泥地馬：巴比倫王（雄5、栗東・松田國英馬房）
- 最佳跳欄馬：Apollo Maverick（雄4、美浦・堀井雅廣馬房）

### NAR大獎
- 馬王：歡喜跑（雄2、門別・田中淳司馬房）
- 最佳2歲雄馬：歡喜跑（雄2、門別・田中淳司馬房）
- 最佳2歲雌馬：Blue Celeb（雌2、川崎・武井和實馬房）
- 最佳3歲雄馬：Inside the Park（雄3、船橋・林正人馬房）
- 最佳3歲雌馬：Pitch Shifter（雌3、名古屋・川西毅馬房）
- 最佳4歲及以上雄馬：Saint Memory（雄6、大井・月岡健二馬房）
- 最佳4歲及以上雌馬：Love Michan（雌6、笠松・柳江仁馬房）
- 最佳短途馬：Love Michan（雌6、笠松・柳江仁馬房）
- 最佳草地馬：Pray and real（雄2、門別・田部和則馬房）
- 最佳輓馬：Kanesa Black（雄11、帶廣・松井浩文馬房）
- 泥地分級賽特別賞：北港火山（雄4、栗東・西浦勝一馬房）
- 特別表彰：Fujino Wave（雄11、大井・高橋三郎馬房）、百仁時間（退役馬）

## 人物獎項

### JRA賞
- 冠軍練馬師：角居勝彥（栗東、56勝）
- 最高勝率練馬師：藤原英昭（栗東、19.3%勝率）
- 最高獎金練馬師：角居勝彥（栗東、17億6596萬7000日圓獎金）
- 優秀技術練馬師：角居勝彥（栗東）
- 冠軍騎師：福永祐一（栗東・自由身、131勝）
- 關東冠軍騎師：內田博幸（美浦・自由身、114勝）
- 關西冠軍騎師：福永祐一（栗東・自由身、131勝）
- 最高勝率騎師：川田將雅（栗東・自由身、16.6%勝率）
- 最高獎金騎師：福永祐一（栗東・自由身、27億6427萬4000日圓獎金）
- 騎師大賞：從缺
- 最有價值騎師：福永祐一（栗東・自由身、50點數）
- 冠軍跳欄賽騎師：高田潤（栗東・自由身、14勝利）
- 冠軍新人騎師：從缺
- 特別賞：武豐（栗東・自由身）

### NAR大獎
- 冠軍練馬師：雜賀正光（高知、241勝）
- 最高獎金練馬師：川島正行（船橋、3億8845萬5000日圓獎金）
- 最高勝率練馬師：柏原誠路（園田、35.4%勝率）
- 殊勳練馬師獎：田中淳司（門別）
- 冠軍騎師：川原正一（園田・重畠勝利馬房→園田・住吉朝男馬房、267勝利）
- 最高獎金騎師：御神本訓史（大井・6億9197萬7000日圓獎金）
- 最高勝率騎師：山口勲（佐賀・東真市馬房、30.6%勝率）
- 優秀新人騎師：笹川翼（大井・米田英世馬房）
- 優秀女性騎師：別府真衣（高知・別府真司馬房）
- 最佳運動精神獎：木村健（園田・西川精治馬房）
- 殊勳騎師獎：從缺

### 日本職業體育大賞
- 特別賞：武豐（栗東・自由身）
- 功勞賞：福永祐一（栗東・自由身）、大河原和雄（帶廣・服部義幸馬房）
- 新人賞：菱田裕二（栗東・岡田稻男馬房）、山中悠希（船橋・自由身）

## 頭馬數記錄

### 騎師
首勝
- 貝諾華（東京、2月17日）
- 原田敬伍（中京、3月9日）
- 薛達祺（阪神、3月23日）
- 笹川翼（大井、4月9日）
- 華偉樹（中山、4月13日）
- 瀧川壽希也（川崎、4月15日）
- 木之前葵（名古屋、4月17日）
- 井上幹太（門別、4月24日）
- 伴啟太（福島、4月27日）
- 見越彬央（浦和、4月30日）
- 石川倭（門別、5月3日）
- 木佐貫泰佑（船橋、5月9日）
- 岡田祥嗣（京都、5月11日）
- 岩崎翼（京都、5月19日）
- 小山裕也（園田、6月19日）
- 城戶義政（函館、6月29日）
- 張田昂（川崎、7月2日）
- 寺島憂人（船橋、9月26日）
- 太田陽子（盛岡、10月6日）
- 巴米高（京都、11月3日）
- 施慕齡（阪神、12月1日）

100勝
- 黑澤愛斗（名古屋、1月7日）
- 山本康志（東京、2月3日）
- 戶崎圭太（中山、4月6日）※僅計算中央頭馬
- 鄉間勇太（川崎、4月17日）
- 國分優作（小倉、8月24日）
- 阿部龍（門別、10月24日）
- 丸山真一（名古屋、11月1日）
- 村松翔太（佐賀、11月16日）
- 赤塚健仁（帶廣、12月21日）

200勝
- 李慕華（京都、1月14日）
- 西山裕貴（高知、3月3日）
- 川須榮彥（新潟、5月4日）
- 柴田大知（東京、5月5日）
- 有年淳（大井、5月13日）
- 藤岡康太（新潟、5月18日）
- 松山弘平（京都、5月25日）
- 持原大志（名古屋、7月5日）
- 島津新（帶廣、7月14日）
- 酒井學（小倉、8月3日）

300勝
- 吉井友彥（笠松、1月10日）
- 古川吉洋（中京、3月17日）
- 柴山雄一（東京、5月25日）
- 松田大作（函館、7月28日）
- 阪野學（門別、11月14日）

400勝
- 本橋孝太（浦和、2月13日）
- 別府真衣（高知、3月17日）
- 藤原幹生（笠松、8月15日）
- 三浦皇成（函館、8月24日）
- 岩橋勇二（門別、10月23日）

500勝
- 上田將司（高知、3月3日）
- 藤岡佑介（阪神、3月9日）
- 横井將人（名古屋、4月18日）
- 入澤和也（帶廣、6月3日）
- 吉田隼人（函館、7月13日）
- 高松亮（盛岡、7月13日）
- 町田直希（浦和、7月19日）
- 濱中俊（中京、7月20日）
- 山本聰哉（盛岡、7月27日）
- 桑村真明（門別、8月29日）
- 今井貴大（笠松、10月23日）
- 藤江涉（川崎、11月12日）
- 山本政聰（水澤、12月2日）

600勝
- 松岡正海（中山、3月31日）
- 山崎誠士（川崎、5月22日）
- 阿部武臣（帶廣、9月22日）

700勝
- 內田博幸（中山、4月13日）
- 川田將雅（京都、11月9日）

800勝
- 佐藤友則（笠松、5月13日）

900勝
- 北村宏司（中山、2月24日）
- 繁田健一（大井、3月26日）
- 加藤和博（川崎、7月2日）
- 工藤篤（帶廣、10月21日）

1000勝
- 岩田康誠（京都、4月20日）
- 吉田豐（東京、4月21日）
- 宮川實（高知、6月1日）
- 真島大輔（大井、6月7日）
- 森泰斗（大井、7月10日）
- 幸英明（中京、7月20日）
- 松浦政宏（園田、9月12日）
- 倉富隆一郎（佐賀、10月6日）
- 尾島徹（笠松、11月22日）
- 早田秀治（大井、11月27日）
- 石崎駿（船橋、12月3日）
- 大畑雅章（名古屋、12月26日）

1200勝
- 大口泰史（帶廣、2月23日）
- 丹羽克輝（名古屋、3月8日）
- 服部茂史（門別、5月16日）

1400勝
- 見澤讓治（浦和、4月16日）
- 四位洋文（JRA函館、6月30日）
- 後藤浩輝（JRA中山、12月14日）

1500勝
- 倉兼育康（高知、2月24日）
- 鈴木惠介（帶廣、3月10日）
- 御神本訓史（大井、3月25日）
- 福永祐一（東京、4月21日）
- 吉原寛人（金澤、5月28日）

1600勝
- 關本淳（水澤、3月23日）
- 松田道明（帶廣、4月20日）
- 宮崎光行（門別、6月5日）
- 丸野勝虎（名古屋、6月7日）
- 田中勝春（中山、9月21日）

1800勝
- 尾瀨馨（帶廣、2月25日）
- 中館英二（JRA中京、3月23日）

2000勝
- 今野忠成（川崎、1月31日）

2100勝
- 柴田善臣（JRA東京、10月26日）

2200勝
- 花本正三（笠松、3月13日）
- 東川公則（笠松、7月25日）
- 戶部尚實（名古屋、8月19日）

2300勝
- 戶崎圭太（船橋、1月11日）※僅計算地方頭馬
- 中西達也（高知、8月4日）

2400勝
- 橫山典弘（東京、4月21日）
- 赤岡修次（高知、8月4日）

2500勝
- 田中學（園田、1月9日）
- 西川敏弘（高知、11月2日）
- 藤野俊一（帶廣、11月11日）
- 張田京（川崎、11月12日）

2700勝
- 安部幸夫（名古屋、9月19日）
- 岡部誠（笠松、11月18日）

2900勝
- 大河原和雄（帶廣、4月21日）
- 向山牧（笠松、12月13日）[27]

3400勝
- 藤本匠（帶廣、5月6日）
- 内田利雄（船橋、10月31日）

3500勝
- 武豐（JRA京都、1月13日）

3700勝
- 小林俊彥（盛岡、6月2日）

6500勝
- 的場文男（川崎、8月23日）

### 練馬師
初勝利
- 飯田幸雄（川崎、1月28日）
- 尾形和幸（福島、7月6日）
- 和田雄二（福島、7月20日）
- 宇野木博德（浦和、8月9日）
- 濱田多實雄（阪神、9月8日）
- 水野貴史（船橋、9月24日）
- 高橋亮（京都、10月13日）
- 福永敏（大井、10月15日）
- 小澤宏次（浦和、10月21日）

100勝
- 野中賢二（阪神、2月23日）
- 吉田直弘（阪神、3月2日）
- 山中尊得（浦和、3月22日）
- 水野貴廣（中山、3月23日）
- 羽月友彥（阪神、3月24日）
- 村山明（阪神、3月30日）
- 佐藤厚弘（船橋、4月1日）
- 高木登（函館、6月30日）
- 牧光二（福島、6月30日）
- 大竹正博（函館、7月6日）
- 涉谷信博（川崎、8月19日）
- 小野望（門別、8月21日）
- 藪口一麻（浦和、10月25日）
- 梅田智之（福島、11月2日）
- 笹田和秀（京都、11月10日）
- 林隆之（川崎、11月12日）
- 尾關知人（中山、11月30日）

200勝
- 西弘美（帶廣、2月4日）
- 岡田稻男（小倉、2月10日）
- 椎名廣明（浦和、5月29日）
- 新井清重（浦和、5月30日）
- 谷原義明（東京、6月15日）
- 宮本博（函館、7月6日）
- 牛房榮吉（浦和、7月18日）
- 佐久間雅貴（門別、9月10日）
- 八木正喜（川崎、10月8日）
- 石毛善彥（東京、10月26日）
- 平田修（中山、12月8日）
- 中尾秀正（阪神、12月23日）

300勝
- 田中章博（小倉、2月10日）
- 手塚貴久（東京、2月16日）
- 坂本東一（帶廣、4月15日）
- 杉浦宏昭（東京、4月27日）
- 柳澤好美（門別、6月20日）
- 福島信晴（函館、6月22日）
- 高橋司（門別、7月2日）
- 佐佐木功（船橋、7月16日）
- 矢作芳人（函館、7月28日）
- 戶田博文（新潟、8月25日）
- 堀宣行（中山、9月8日）
- 田島壽一（船橋、9月27日）
- 谷口常信（門別、10月15日）
- 宮徹（京都、10月26日）

400勝
- 藤原英昭（京都、4月20日）
- 檜森邦夫（門別、6月12日）
- 小島太（新潟、7月27日）
- 境直行（小倉、8月17日）
- 崎山博樹（阪神、9月22日）
- 山中靜治（門別、9月26日）
- 小林長吉（帶廣、10月7日）
- 田中淳司（門別、10月8日）

500勝
- 佐山優（中京、2月2日）
- 宮路洋一（高知、3月19日）
- 高橋祥泰（中山、3月31日）
- 金山明彥（帶廣、4月15日）
- 廣森久雄（門別、5月8日）
- 加藤幸保（笠松、8月30日）
- 矢野義幸（船橋、9月10日）
- 小北榮一（帶廣、10月12日）
- 小久保智（浦和、12月24日）

600勝
- 橋田滿（阪神、6月8日）
- 坂口正則（小倉、8月11日）
- 村上慎一（帶廣、9月16日）
- 金田勇（帶廣、11月25日）
- 和田正道（中京、12月15日）

700勝
- 角川秀樹（門別、7月3日）
- 松井浩文（ばんえい帯広、8月11日）
- 松田博資（JRA阪神、9月21日）

800勝
- 林豐（帶廣、8月25日）
- 槻館重人（帶廣、8月26日）
- 内田勝義（川崎、9月4日）
- 領家政藏（福島、11月17日）

900勝
- 田上忠夫（帶廣、3月3日）
- 大友榮人（帶廣、5月6日）

1100勝
- 平田義弘（帶廣、7月1日）
- 原孝明（門別、7月31日）

1200勝
- 久田守（帶廣、1月5日）
- 藤澤和雄（JRA中山、12月8日）

1300勝
- 堂山芳則（門別、6月4日）

1500勝
- 伊藤強一（笠松、2月12日）

1700勝
- 櫻田浩三（水澤、3月23日）

1800勝
- 服部義幸（帶廣、9月8日）

2000勝
- 雑賀正光（高知、1月20日）

## 誕生

### 馬匹
本年誕生的馬匹為2016年經典世代
- 1月16日 - 鹿女俠
- 1月17日 - Jeweler
- 1月28日 - 豐收節[28]
- 1月29日 - 醋丈夫[29]
- 1月30日 - 洛森山、里見光鑽[30]
- 2月7日 - Love and Pop
- 2月8日 - Cecchino
- 2月10日 - 天域龍馬
- 2月14日 - 玄晶石
- 2月16日 - Kyoei Gere
- 2月20日 - 醒目奧丁、Katsugeki Kitokito
- 2月22日 - 天上樂園[31]、火之呼喚、人間國寶
- 2月23日 - Feuerwerk
- 2月27日 - Prophet
- 3月1日 - Dantsu Prius
- 3月3日 - 覓奇火箭[32]
- 3月4日 - 挪威少艾
- 3月5日 - Angel Face
- 3月6日 - 探求到底、Tosho Drafter
- 3月7日 - 以柔制勝、Princia Cometa
- 3月8日 - 特色星雲[33]
- 3月9日 - 無畏恐龍
- 3月11日 - 純美化身
- 3月12日 - 執著己見
- 3月16日 - 逃學修治
- 3月17日 - 意式甜釀
- 3月18日 - 領銜女角[34]、征服之戰
- 3月21日 - 寶冠頌
- 3月22日 - 猛攻、Strong Titan
- 3月23日 - Sound Sky
- 3月24日 - 氣概凜然[35]
- 3月25日 - B B Barrel
- 3月26日 - Major Emblem、Vengeance
- 3月27日 - Meiner Basara
- 3月29日 - Great Pearl
- 4月1日 - 七色線[36]
- 4月2日 - 再望山河
- 4月3日 - Mikki Glory
- 4月8日 - 電工使者、Meisho Dassai、Glanzend
- 4月9日 - 強擊[37]、眨眼間、大名妃子、白富美
- 4月11日 - Hartley、Sinhalite
- 4月17日 - One millionth
- 4月19日 - 金色夢[38]
- 4月21日 - Ball Lightning
- 4月22日 - 霧都[39]、Empire Pegasus
- 4月23日 - 鎮守邊疆
- 4月24日 - Wonder Lider
- 4月26日 - 鐵杵成針[40]、威震月宮
- 4月27日 - Miraieno Tsubasa、Dear Maruko
- 5月2日 - 銀色國度、子夜白光[41]
- 5月5日 - 天麗光輝、Satono Titan
- 5月7日 - 沐浴愛河
- 5月10日 - 花蜜
- 5月11日 - 渾身勇氣[42]
- 5月12日 - Seewind
- 5月22日 - 雪姬
- 5月24日 - 實搏無涯

## 死亡

### 馬匹
- 1月8日 - 皇家鈴鹿
- 1月14日 - Flash of Steel
- 1月27日 - Straw Hat
- 2月6日 - Mejiro Monterey
- 3月3日 - Zacharia
- 3月6日 - Fujino Makken O
- 3月10日 - Strong Garuda
- 3月11日 - Tanino Crysta
- 3月15日 - Golden Jack
- 3月16日 - My Shinzan
- 4月1日 - Meisho Homura
- 4月4日 - 百仁時間
- 4月10日 - Hagino Kamui O
- 4月21日 - 施隊長
- 4月23日 - 氣槽
- 4月24日 - 雷貓、Axion
- 4月26日 - Taiki Marshal
- 4月27日 - Marvelous Kaiser
- 5月1日 - Silver Lane
- 5月9日 - River Sekitoba
- 5月12日 - Fumino Imagine
- 5月26日 - Mejiro Lambada
- 5月29日 - Joie de Vivre
- 5月30日 - 五花馬
- 6月26日 - Nice Nice Nice
- 7月3日 - Tenma Detodoke
- 7月7日 - 多旺達
- 7月9日 - 快是利、Tanino Sister
- 7月20日 - 大鐵鈎
- 7月21日 - Frere Jacques
- 7月23日 - Foundry Popo
- 8月7日 - Yamanin Alabaster
- 8月29日 - Fast Topaze
- 8月30日 - 東海帝皇
- 9月 - Enju Okan
- 9月6日 - プラチナティアラ
- 9月14日 - Platina Tiara
- 10月23日 - Fujino Wave
- 10月28日 - 白色大成
- 10月30日 - 我情可待
- 11月15日 - Toho Dream
- 11月30日 - Majesty Bio
- 12月7日 - Isono Roubles、詩歌劇
- 12月8日 - Dai Yusaku
- 12月15日 - Kitasan Hibotan
- 12月17日 - Mr.Tojin
- 12月21日 - Shin Wind
- 12月23日 - Summer Bird、Inazuma Cross

### 人物
- 3月2日 - 平井豐光（榮進牧場負責人、冠名為「エイシン」之馬主）
- 4月11日 - 山藤統宏（前騎師、練馬師）
- 6月3日 - 清水道一（冠名為「テンジン」之馬主）
- 7月12日 - 柴崎勇（前騎師、練馬師）
- 8月9日 - 平目孝志（前騎師、訓練助手）、高橋英夫（前騎師、前練馬師，宗像義忠的啟蒙老師）
- 8月12日 - 內藤繁春（前騎師、前練馬師）
- 11月5日 - 增本豐（前練馬師，鮫島一步的啟蒙老師）
- 11月6日 - 濱口楠彥（騎師）
- 11月27日 - 矢部幸一（冠名為「ホッコー」之馬主）
- 12月22日 - 重畠勝利（練馬師）